# Puchar Europy Mistrzów Klubowych w piłce siatkowej (1967/1968)
Puchar Europy Mistrzów Krajowych 1967/1968 - 9. sezon Pucharu Europy Mistrzów Krajowych rozgrywanego od 1959 roku, organizowanego przez Europejską Konfederację Piłki Siatkowej (CEV) w ramach europejskich pucharów dla męskich klubowych zespołów siatkarskich "starego kontynentu".

## Drużyny uczestniczące
| Państwo         | Drużyna                   |
| --------------- | ------------------------- |
| Albania         | Dinamo Tirana             |
| Austria         | Blau-Gelb Wiedeń          |
| Belgia          | Brabo Antwerpen           |
| Bułgaria        | Spartak Sofia             |
| Czechosłowacja  | Spartak Brno              |
| Finlandia       | Johanekksen Helsinki      |
| Francja         | PUC Paryż                 |
| Grecja          | Panathinaikos Ateny       |
| Hiszpania       | Hispano Francés Barcelona |
| Holandia        | Blokkeer Rijswijk         |
| Izrael          | Hapoel Ha-Mapil           |
| Jugosławia      | Partizan Belgrad          |
| Portugalia      | AEIST Lizbona             |
| NRD             | SC Lipsk                  |
| RFN             | USC Münster               |
| Polska          | Legia Warszawa            |
| Rumunia         | Dinamo Bukareszt          |
| Rumunia         | Steaua Bukareszt          |
| Szwajcaria      | Star Genewa               |
| Szwecja         | Lidingö SK                |
| Turcja          | Galatasaray Stambuł       |
| Węgry           | Budapesti Honvéd SE       |
| Wielka Brytania | Southgate College Londyn  |
| Włochy          | Virtus Pallavolo Bolonia  |

## Runda wstępna
| Data | Drużyna 1                | Wynik | Drużyna 2                | Sety     |
| ---- | ------------------------ | ----- | ------------------------ | -------- |
|      | Spartak Sofia            | 0:3   | Hapoel Ha-Mapil          | walkower |
|      |                          |       |                          |          |
|      | Johanekksen Helsinki     | 3:1   | Lidingö SK               |          |
|      | Lidingö SK               | 0:3   | Johanekksen Helsinki     |          |
|      |                          |       |                          |          |
|      | Galatasaray Stambuł      | 3:1   | Panathinaikos Ateny      |          |
|      | Panathinaikos Ateny      | 1:3   | Galatasaray Stambuł      |          |
|      |                          |       |                          |          |
|      | AEIST Lizbona            | 0:3   | Virtus Minganti Bolonia  |          |
|      | Virtus Minganti Bolonia  | 3:0   | AEIST Lizbona            |          |
|      |                          |       |                          |          |
|      | PUC Paryż                | 3:0   | Southgate College Londyn |          |
|      | Southgate College Londyn | 0:3   | PUC Paryż                |          |
|      |                          |       |                          |          |
|      | Star Genewa              | 3:1   | USC Münster              |          |
|      | USC Münster              | 3:0   | Star Genewa              |          |
|      |                          |       |                          |          |
|      | Brabo Antwerpen          | 3:0   | Blau-Gelb Wiedeń         |          |
|      | Blau-Gelb Wiedeń         | 3:1   | Brabo Antwerpen          |          |
|      |                          |       |                          |          |
|      | Dinamo Tirana            | 3:2   | Partizan Belgrad         |          |
|      | Partizan Belgrad         | 3:0   | Dinamo Tirana            |          |

## Faza finałowa

### Runda 1/8
| Data | Drużyna 1                 | Wynik | Drużyna 2                 | Sety |
| ---- | ------------------------- | ----- | ------------------------- | ---- |
|      | Hapoel Ha-Mapil           |       | Spartak Brno              |      |
|      | Spartak Brno              |       | Hapoel Ha-Mapil           |      |
|      |                           |       |                           |      |
|      | Johanekksen Helsinki      | 0:3   | SC Lipsk                  |      |
|      | SC Lipsk                  | 3:0   | Johanekksen Helsinki      |      |
|      |                           |       |                           |      |
|      | Galatasaray Stambuł       |       | Steaua Bukareszt          |      |
|      | Steaua Bukareszt          |       | Galatasaray Stambuł       |      |
|      |                           |       |                           |      |
|      | Virtus Minganti Bolonia   | 3:0   | Hispano Francés Barcelona |      |
|      | Hispano Francés Barcelona | 1:3   | Virtus Minganti Bolonia   |      |
|      |                           |       |                           |      |
|      | PUC Paryż                 | 0:3   | Legia Warszawa            |      |
|      | Legia Warszawa            | 3:0   | PUC Paryż                 |      |
|      |                           |       |                           |      |
|      | USC Münster               | 2:3   | Budapesti Honvéd SE       |      |
|      | Budapesti Honvéd SE       | 3:0   | USC Münster               |      |
|      |                           |       |                           |      |
|      | Blokkeer Rijswijk         | 3:1   | Brabo Antwerpen           |      |
|      | Brabo Antwerpen           | 3:2   | Blokkeer Rijswijk         |      |
|      |                           |       |                           |      |
|      | Partizan Belgrad          |       | Dinamo Bukareszt          |      |
|      | Dinamo Bukareszt          |       | Partizan Belgrad          |      |

### Ćwierćfinał
| Data | Drużyna 1               | Wynik | Drużyna 2               | Sety |
| ---- | ----------------------- | ----- | ----------------------- | ---- |
|      | Spartak Brno            | 3:2   | SC Lipsk                |      |
|      | SC Lipsk                |       | Spartak Brno            |      |
|      |                         |       |                         |      |
|      | Virtus Minganti Bolonia | 0:3   | Steaua Bukareszt        |      |
|      | Steaua Bukareszt        |       | Virtus Minganti Bolonia |      |
|      |                         |       |                         |      |
|      | Budapesti Honvéd SE     | 0:3   | Legia Warszawa          |      |
|      | Legia Warszawa          | 2:3   | Budapesti Honvéd SE     |      |
|      |                         |       |                         |      |
|      | Dinamo Bukareszt        | 3:0   | Blokkeer Rijswijk       |      |
|      | Blokkeer Rijswijk       | 1:3   | Dinamo Bukareszt        |      |

### Półfinał
| Data | Drużyna 1        | Wynik | Drużyna 2        | Sety |
| ---- | ---------------- | ----- | ---------------- | ---- |
|      | Spartak Brno     | 3:1   | Steaua Bukareszt |      |
|      | Steaua Bukareszt | 3:2   | Spartak Brno     |      |
|      |                  |       |                  |      |
|      | Dinamo Bukareszt | 3:1   | Legia Warszawa   |      |
|      | Legia Warszawa   | 0:3   | Dinamo Bukareszt |      |

### Finał
| Data  | Drużyna 1        | Wynik | Drużyna 2        | Sety                              |
| ----- | ---------------- | ----- | ---------------- | --------------------------------- |
| 18.05 | Dinamo Bukareszt | 3:1   | Spartak Brno     | 15:8, 15:11, 15:17, 15:8          |
| 25.05 | Spartak Brno     | 3:0   | Dinamo Bukareszt | 15:5, 15:5, 15:8                  |
| 30.05 | Spartak Brno     | 3:2   | Dinamo Bukareszt | 15:13, 12:15, 19:17, 13:15, 15:11 |

## Klasyfikacja końcowa
| Miejsce | Drużyna          |
| ------- | ---------------- |
| złoto   | Spartak Brno     |
| srebro  | Dinamo Bukareszt |
| 3-4.    | Legia Warszawa   |
| 3-4.    | Steaua Bukareszt |